# Plaek Pibulsonggram
Plaek Pibulsonggram (em tailandês:  แปลก พิบูลสงคราม; alternativamente transcrito como Pibulsongkram; Nonthaburi, 14 de julho de 1897 – Sagamihara, 11 de junho de 1964), ou simplesmente Phibun (Pibul) no Ocidente, foi primeiro-ministro e virtual ditador militar da Tailândia nos períodos de 1938 a 1944 e de 1948 a 1957.
Ele foi um dos líderes do ramo militar do Partido Popular (Khana Ratsadon) que encenou um golpe de Estado que derrubou a monarquia absoluta em 1932.
Em 1938, Pibul reassumiu o poder. Ele começou a aumentar o ritmo de modernização na Tailândia e apoiou o fascismo e nacionalismo. Junto com Luang Wichitwathakan, o ministro da Propaganda, ele construiu um culto de liderança e depois disso as fotografias de Phibunsongkhram podiam ser encontrados em toda parte e as do rei abdicado, Prajadhipok, foram proibidas. Em 1939, o nome do país foi mudado de Sião para Tailândia.
Com o objetivo de elevar o espírito nacional e código moral da nação e incutir tendências progressistas, uma série de mandatos culturais foram emitidos pelo governo. Esses mandatos encorajavam os tailandeses a saudar a bandeira em locais públicos, conhecer o novo hino nacional, e usar o idioma tailandês, não dialetos regionais. As pessoas foram encorajadas a adotar roupas ocidentais em oposição ao traje tradicional. Da mesma forma, as pessoas foram encorajadas a comer com garfo e colher, e não com as mãos como era costume. Pibulsonggram viu essas políticas necessárias no interesse do progressismo para mudar a Tailândia a partir de um país subdesenvolvido para um civilizado e modernizado.
Graças à mediação japonesa, em 1941, o governo chegou a um acordo com a França pelo qual a Tailândia recebia parte do Camboja ocidental e todos os territórios do Laos às margens do rio Mekong.

## Primeiros anos

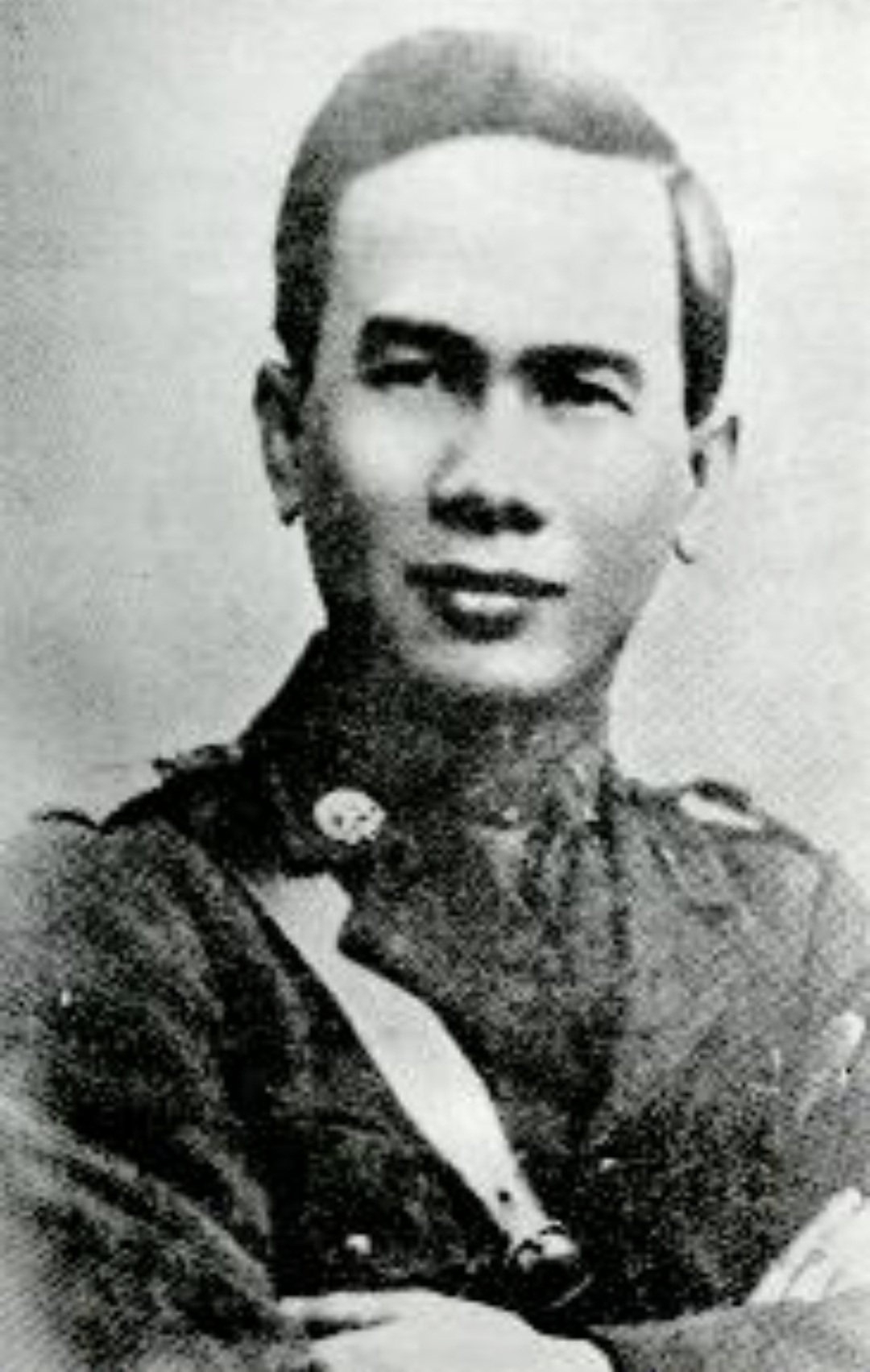
Phibun na adolescência

Ele nasceu Plaek Khittasangkha (tailandês: ขีตตสังคะ [plɛ̀ːk kʰìːt.tà.sǎŋ.kʰá]) na província de Nonthaburi, filho de Keed Khittasangkha e sua esposa. Dizia-se que o avô paterno de Plaek era um imigrante chinês de língua cantonesa. No entanto, a família foi completamente assimilada e Plaek não mostrava quaisquer características consideradas típicas dos chineses étnicos, e por isso ele conseguiu mais tarde esconder e negar suas raízes chinesas. Os pais de Plaek possuíam uma plantação de durião. Ele recebeu seu nome - que significa "estranho" em tailandês - por causa de sua aparência incomum quando criança. Plaek Khittasangkha estudou nas escolas do templo budista e foi nomeado para a Academia Militar Real de Chulachomklao. Ele se formou em 1914 e foi comissionado um segundo tenente na artilharia. Após a Primeira Guerra Mundial, ele foi enviado para estudar táticas de artilharia na França. Em 1928, ao subir no ranking, recebeu o nobre título Luang do rei Prajadhipok e ficou conhecido como Luang Phibunsongkhram. Mais tarde, ele abandonaria seu título, mas adotou Phibunsongkhram como sobrenome.

## Revolução de 1932
Phibunsongkhram foi um dos líderes do ramo militar do Partido do Povo (Khana Ratsadon) que encenou um golpe de Estado e derrubou a monarquia absoluta em 1932. Então o tenente-coronel Phibunsongkhram tornou-se proeminente como um "homem a cavalo", praticamente um ditador. A nacionalização de algumas empresas e o crescente controle estatal da economia seguiram o golpe de 1932.

## Abdicação do rei
No ano seguinte, Phibunsongkhram, junto com oficiais aliados na mesma causa, esmagou com sucesso a Rebelião Boworadet. Esta foi uma revolta monarquista liderada pelo príncipe Boworadet. Embora o rei Prajadhipok não estivesse de modo algum envolvido na rebelião, marcou o início de um deslizamento que terminou com a sua abdicação e substituição em 1935 pelo rei Ananda Mahidol. O novo rei ainda era uma criança que estudava na Suíça, e o parlamento nomeou o coronel príncipe Anuwatjaturong, o tenente-comandante Príncipe Aditya Dibabha e Chao Phraya Yommaraj (Pun Sukhum) como seus regentes.

## Primeiro Ministro da Tailândia
Em 1938, Phibunsongkhram substituiu Phraya Phahol como Primeiro Ministro e Comandante do Exército Real Siamês, e consolidou sua posição recompensando vários membros de sua própria facção do exército com posições influentes em seu governo.
Phibunsongkhram começou a aumentar o ritmo de modernização na Tailândia. Ele apoiava o fascismo e o nacionalismo. Juntamente com Luang Wichitwathakan, o Ministro da Propaganda, ele construiu um culto de liderança em 1938 e depois disso. Fotografias de Phibun eram encontradas em todos os lugares, e as do abdicado rei Prajadhipok foram banidas. Suas citações apareceram nos jornais, eram coladas em outdoors e repetidas pelo rádio.

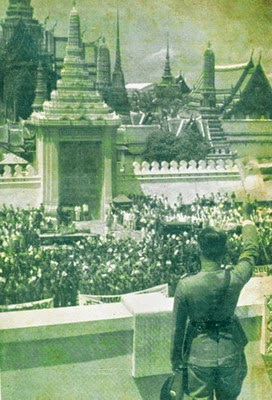
Phibun fazendo um discurso ultranacionalista para as multidões no Ministério da Defesa, que é oposto ao portão de Swasti Sopha do Grande Palácio, em 1940.

### Imitando o fascismo italiano
Depois da revolução de 1932, os governos tailandeses de Phraya Phahol Pholphayuhasena ficaram impressionados com o sucesso da Marcha sobre Roma do movimento fascista de Benito Mussolini na Itália. Phibun também parecia ser um admirador do fascismo italiano. Phibun procurou imitar a propaganda cinematográfica do regime italiano fascista, valorizada como um dos mais poderosos instrumentos de propaganda do poder político italiano, cujo principal objetivo era promover as ideologias do nacionalismo e do militarismo, fortalecendo a unidade e a harmonia do Estado, e também glorificando o poder. política de ruralização em Itália e no estrangeiro. Com as inclinações pró-fascistas dos líderes políticos tailandeses, filmes de propaganda italianos: noticiários, documentários, curtas-metragens e longas-metragens, como o Istituto Luce Cinecittà, foram exibidos na Tailândia durante o período entre guerras.
Phibun adotou a saudação fascista italiana, inspirada na saudação romana, e usou-a durante os discursos. A saudação não foi obrigatória na Tailândia. Ele teve a oposição de Luang Wichitwathakan e de muitos membros do gabinete, por considerarem isso inadequado para a cultura tailandesa.

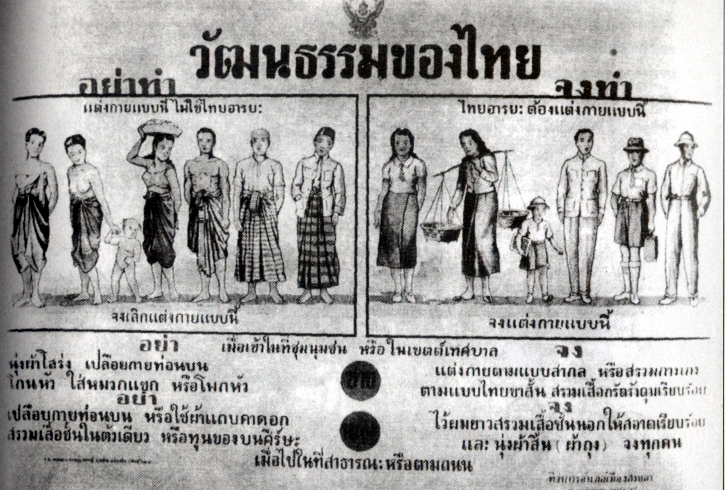
Cartaz tailandês da era Phibun, mostrando vestimentas "incivilizada" proibida à esquerda, e roupas ocidentais apropriadas à direita.

### Revolução Cultural Tailandesa
"Com o objetivo de elevar o espírito nacional e o código moral da nação e incutir tendências progressistas e uma novidade na vida tailandesa", uma série de mandatos culturais foi emitida pelo governo. Esses mandatos encorajaram todos os tailandeses a saudar a bandeira em locais públicos, conhecer o novo hino nacional e usar a língua tailandesa, e não dialetos regionais. As pessoas eram encorajadas a adotar trajes ocidentais, em oposição aos tradicionais. Da mesma forma, as pessoas eram encorajadas a comer com garfo e colher, em vez de com as mãos, como era habitual. Phibun viu essas políticas como necessárias, no interesse do progressismo, para mudar a Tailândia na mente dos estrangeiros de um país subdesenvolvido para um país civilizado e moderno.
A administração de Phibun estimulou o nacionalismo econômico. Políticas anti-chinesas foram impostas, e o povo tailandês deveria comprar tantos produtos tailandeses quanto possível, reduzindo assim o poder econômico chinês. Em um discurso em 1938, Luang Wichitwathakan, ele próprio de ascendência chinesa, seguiu o livro de Rama VI, Judeus do Oriente, comparando os chineses no Sião aos judeus na Alemanha, que na época eram duramente reprimidos.
Em 1939, Phibun mudou o nome do país de "Sião" para "Tailândia". Em 1941, no meio da Segunda Guerra Mundial, ele decretou o dia 1º de janeiro como o início oficial do novo ano, em vez do tradicional 13 de abril.

### Guerra Franco-Tailandesa
Ardentemente pró-japonês no início, Phibun e seu governo logo se distanciaram do Japão após as conseqüências da guerra franco-tailandesa. Esse conflito durou de outubro de 1940 a maio de 1941. Após as negociações de paz, os japoneses conquistaram o direito de ocupar a Indochina Francesa. Ameaçado com a guerra, Phibun afirmou que os japoneses seriam os transgressores. O governo também percebeu que a Tailândia teria que se defender quando a invasão japonesa viesse, considerando sua deterioração nas relações com as principais potências ocidentais na área.

## Segunda Guerra Mundial
Quando os japoneses invadiram a Tailândia em 8 de dezembro de 1941, (por causa da linha internacional de data, isso ocorreu uma hora e meia antes do ataque a Pearl Harbor), Pibulsonggram foi relutantemente forçado a pedir um cessar-fogo, depois de apenas um dia de resistência e permitir que os exércitos japoneses usassem o país como base para suas invasões da Birmânia e Malásia. A hesitação, no entanto, deu lugar ao entusiasmo depois que os japoneses atravessaram a Malaia em uma "Blitzkrieg de bicicleta" com uma resistência surpreendentemente pequena. Em 21 de dezembro, Phibun assinou uma aliança militar com o Japão. No mês seguinte, em 25 de janeiro de 1942, Phibun declarou guerra à Grã-Bretanha e aos Estados Unidos. A África do Sul e a Nova Zelândia declararam guerra à Tailândia no mesmo dia. A Austrália seguiu logo depois. Todos os que se opuseram à aliança japonesa foram expurgados de seu governo. Pridi Phanomyong foi nomeado regente interino para o ausente rei Ananda Mahidol, enquanto Direk Jayanama, o proeminente ministro das Relações Exteriores que defendia a continuação da resistência contra os japoneses, foi posteriormente enviado a Tóquio como embaixador. Os Estados Unidos consideraram a Tailândia como um fantoche do Japão e se recusaram a declarar guerra. Quando os aliados foram vitoriosos, os Estados Unidos bloquearam os esforços britânicos para impor uma paz punitiva.
À medida que o Japão se aproximava da derrota e a resistência anti-japonesa clandestina no país, a Seri Thai, crescia em força, a Assembleia Nacional expulsou Phibun. Seu reinado de seis anos como comandante militar chegava ao fim. Sua renúncia foi parcialmente forçada por dois planos grandiosos. Uma delas foi transferir a capital de Bangkok para um local remoto na floresta perto de Phetchabun, no centro-norte da Tailândia. A outra era construir uma "cidade budista" em Saraburi. Anunciado em um momento de grande dificuldade econômica, essas idéias puseram muitos oficiais do governo contra ele. Phibunsongkhram foi ficar no quartel-general do exército em Lopburi.
Khuang Aphaiwong o substituiu como primeiro-ministro, ostensivamente para continuar as relações com os japoneses, mas, na realidade, para secretamente ajudar os Seri Thai.
No final da guerra, Phibun foi levado a julgamento por insistência dos Aliados, acusado de ter cometido crimes de guerra, principalmente o de colaborar com as potências do Eixo. No entanto, ele foi absolvido em meio a intensa pressão pública. A opinião pública ainda era favorável a Phibun, pois acreditava-se que ele fizera o melhor que podia para proteger os interesses tailandeses. Sua aliança com o Japão fez com que a Tailândia aproveitasse o apoio japonês para expandir o território tailandês na Malásia e na Birmânia.